# Luis Fernández Fernández
Luis Fernández Fernández (Santo Domingo de la Calzada, La Rioja; 15 de diciembre de 1957) es un periodista y empresario de medios español.

## Trayectoria
Licenciado en Ciencias de la información rama de Periodismo por la Facultad de Ciencias de la Información (Universidad Complutense de Madrid), comenzó trabajando en 1975 en varias redacciones de los medios españoles. Con 24 años, en 1981, fue nombrado jefe de Redacción de la COPE, cadena en la que estuvo varios años. Posteriormente pasó a ser jefe de Redacción en El País.
En 1987 llegó a la Cadena SER donde desempeñó varios cargos importantes, primero como jefe del Área de Nacional y desde 1990 hasta 1995 como director de Informativos. Durante los años que estuvo como director de Informativos, también realizaría algunos programas de televisión para cadenas autonómicas como Telemadrid.
En 1995 cambió la Cadena SER por otro medio de Grupo Prisa, Canal+, para desempeñar la dirección de los Servicios Informativos. Permaneció en el cargo durante 2 años, hasta que en 1996, Telecinco lo nombró director de los Servicios Informativos y subdirector general de la cadena, dentro de un proceso de remodelación completa del canal. Durante su mandato se produjo la construcción y remodelación de la estructura informativa de la cadena de televisión, siendo el pionero en lanzar la primera redacción digital de informativos de televisión en España y recibió el Premio Ondas a mejor programa especializado en 1999. Con la marcha de Mikel Lejarza de la dirección de Telecinco, es cesado semanas después.
En 2000 vuelve a trabajar para Sogecable como director de la productora Plural Entertainment y en 2005 pasó a ser consejero delegado de Promofilm. En diciembre de 2006 es elegido presidente de la Corporación de Radio y Televisión Española, siendo el primer dirigente de la Corporación elegido por consenso entre los partidos políticos españoles. Su mandato se prolongó tres años, al presentar su dimisión el 11 de noviembre de 2009.
Entre diciembre de 2009 y octubre de 2013, pasó a trabajar para Univision Communications como presidente de Univision Studios y de Entretenimiento y Ficción. Después, entre febrero y junio de 2014, formó parte del equipo de Daniel Cubillo, por aquel entonces vicepresidente de Desarrollo de Contenido sin guion de Telemundo en NBCUniversal. Posteriormente, pasó a ser director general del Real Madrid para la región de Asia-Pacífico, con sede en Pekín, entre septiembre de 2014 y marzo de 2016.
En marzo de 2016 se incorporó a NBCUniversal como vicepresidente ejecutivo de Noticias de Telemundo en Miami, retirándose el 31 de diciembre de 2021, tras 46 años de carrera profesional, aunque el retiro duró dos años, ya que el 6 de diciembre de 2023 fue nombrado presidente ejecutivo de NBCUniversal Telemundo Enterprises.